# Que Se Chama Amor
Que Se Chama Amor es el álbum debut del grupo brasilero Só Pra Contrariar lanzado al mercado en 1993, primero en Brasil luego en otros países de Latinoamérica, Sudamérica y Europa. Sacado a la venta después de su contrato con la discográfica BMG y tuvo alrededor de 500.000 copias vendidas.

## Canciones
| N.º | Título | Duración |  |